# Shahjahanpur (stad)
Shahjahanpur is een stad en gemeente in het district Shahjahanpur van de Indiase staat Uttar Pradesh. 

## Demografie
Volgens de Indiase volkstelling van 2001 wonen er 297.932 mensen in Shahjahanpur, waarvan 55% mannelijk en 45% vrouwelijk is. De plaats heeft een alfabetiseringsgraad van 43%. 